# Miroslav Gajdůšek
Miroslav Gajdůšek (Otrokovice, Checoslovaquia, 20 de septiembre de 1951) es un exfutbolista de Checoslovaquia que jugaba en la posición de extremo.

## Carrera

### Club
| Periodo   | Club           |
| --------- | -------------- |
| 1969-1970 | TJ Gottwaldov  |
| 1970-1981 | FK Dukla Praga |
| 1981-1984 | TJ Vítkovice   |

### Selección nacional
Jugó para Checoslovaquia en 48 ocasiones de 1972 a 1980 y anotó cuatro goles; participó en la Eurocopa 1980.

## Logros
- Primera Liga de Checoslovaquia (2): 1976/77, 1978/79
- Copa de Checoslovaquia (1): 1980/81
- Copa de la República Checa (1): 1980/81